# Sada (parroquia)
Sada (llamada oficialmente Santa María de Sada) es una parroquia y un lugar español del municipio de Sada, en la provincia de La Coruña, Galicia.

## Entidades de población
Entidades de población que forman parte de la parroquia:
- Fontán
- Pazos
- Riobao (Riovao)
- Sada
- Sadadarriba (Sada de Arriba)
- Samoedo
- Serra
- Tarabelo (O Tarabelo)
- Veloi (Beloi)
- Os Barros
- A Chaburra
- O Couto
- A Grela
- A Ramalleira

## Demografía

### Parroquia
| Gráfica de evolución demográfica de Sada (parroquia) entre 2000 y 2019 |
|                                                                        |
| Datos según el nomenclátor publicado por el INE.                       |

### Lugar
| Gráfica de evolución demográfica de Sada (lugar) entre 2000 y 2019 |
|                                                                    |
| Datos según el nomenclátor publicado por el INE.                   |